# 役者絵
役者絵（やくしゃえ）とは、日本の江戸時代から明治時代にかけて製作された浮世絵の画題のひとつで、歌舞伎役者を描いたもの。

## 解説
歌舞伎の始まりは通俗的には出雲の阿国からといわれており、この阿国が舞台を勤める様子を描いた屏風絵などが残っている。しかし通常これらは「役者絵」とは呼ばれない。やがて歌舞伎を演じる役者の舞台姿は浮世絵の画題のひとつとなり、その肉筆画や木版画が製作されるようになった。元禄時代には江戸で木版の役者絵が多く製作されるようになる。ただしこの時分はまだ墨摺絵に手で彩色を施す丹絵や漆絵であり、役者の顔も実際の容貌にもとづいたものではなく、たとえば立役のこの役柄ならこの顔、女形ならこの顔というように一定の型に嵌め、それに役者名を添え衣類に役者の紋を入れることで、特定の役者を表すというものであった。
最初にこの役者絵を多く手がけるようになったのが、鳥居清元及びその次男鳥居清信を濫觴とする鳥居派である。鳥居派は「ひょうたん足」、「みみず描き」といわれる画法で以って役者絵を描き、木版画だけではなく劇場の絵看板や番付などの絵も手がけ、特に劇場の絵看板は他派の絵師の関与が許されないようになった。鳥居派の画風で描かれる絵看板は現代にまで続いている。木版の役者絵は鳥居派だけではなく他派の絵師たちも描いており、宝暦のころには奥村利信や西村重長などが一枚摺りの役者絵を残しているが、これらも実際の役者の顔に似せて描こうとするものはまだ出なかった。ただしその中でも鳥居清重は、四代目市川團十郎などを実際の容貌に似せて描いているのが注目される。
明和の時代になると錦絵が現れ、役者絵も役者の顔に似せて描いたものが製作されるようになる。この時期の似顔の役者絵のさきがけとなったのが勝川春章と一筆斎文調である。春章と文調との合作で明和7年（1770年）に刊行した『絵本舞台扇』が知られる。文調は安永になると役者絵を描かなくなってしまうが、春章は当時活躍した役者を錦絵で多く描き、以後春章を祖とする勝川派の絵師たちも、春章にならって似顔の役者絵を多く手がけた。
時代が寛政に移り、鳥居派や勝川派のほかに初代歌川豊国が現れ、これも「役者舞台之姿絵」などの似顔の役者絵を手がけるようになった。この時期にはほかに歌川国政も役者絵を描いた。東洲斎写楽も役者絵を出しているが短い期間で終わり、豊国が主流となって文化、文政の時期にも多くの役者絵を手がけた。そして役者絵は勝川派から初代豊国の流れをくむ歌川派の手に移り、明治に至るも歌川派の絵師たちが多くの役者絵を描いている。
天保の改革の時には江戸三座が幕府の命令で浅草に移転させられ、役者絵も版行することを禁じられたが、改革の中心にいた水野忠邦が失脚して後、江戸では弘化3年（1846年）頃から役者名を記さないものが版行されている。江戸で役者名と役名の揃った役者絵が再び版行されるようになったのは、万延元年（1860年）ごろのことである。
役者絵には舞台で役に扮した姿のほかに、『役者夏の富士』のように役者の日常を描いたものや、役者が亡くなった際に版行される「死絵」というものもあった。しかし写真の登場により浮世絵師の描く役者絵は、マスメディアとしての役割を明治時代でほぼ終えることになった。
|  |  |  |  |  |

## 上方の役者絵

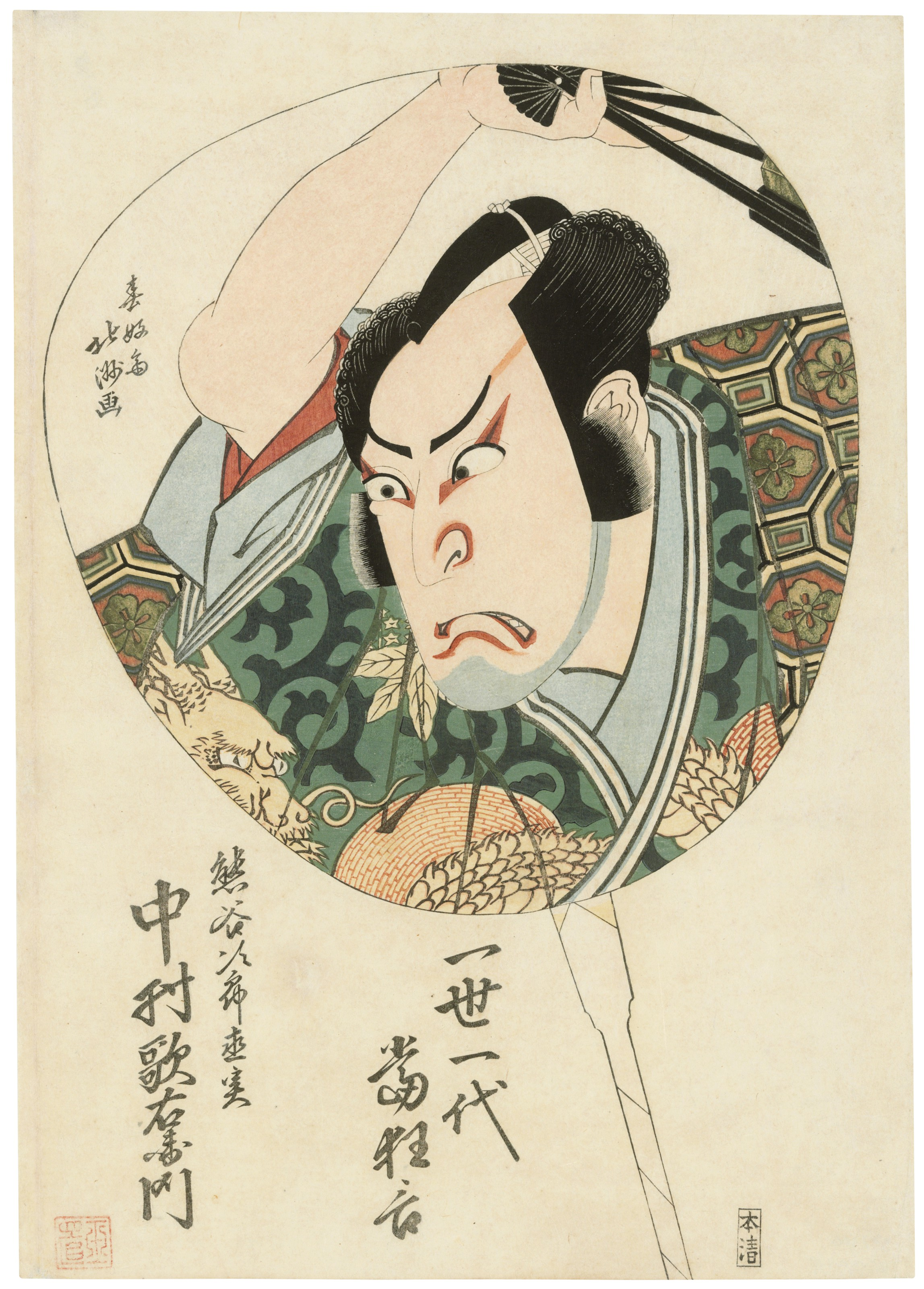
三代目中村歌右衛門の熊谷次郎直実。春好斎北洲画。

一方、京や大坂の上方においても、江戸には遅れたが役者絵の版行が行なわれるようになった。上方の役者絵は、まず絵本の体裁をとって版行され、西川祐信や大森善清の手がけた作があり、いずれも享保のころのものとされる。また寛保2年（1742年）に出された一枚摺りの役者絵も残っており、上方の一枚摺り役者絵としては現在のところ、この時期に製作されたものが最上限である。
やがて明和になると、上方で役者絵に合羽摺りの技法が行なわれるようになり、手彩色ではない色の付いた役者絵が製作されるようになった。この時期に上方で役者絵を描いた絵師としては岡本昌房が知られ、合羽摺りによる一枚摺りの役者絵を残している。しかし当時江戸ではすでに紅摺絵を経て錦絵が製作されており、上方においてもそれら江戸の錦絵を「江戸絵」と称して賞翫し、上方の役者絵の人気は江戸絵に圧され気味であった。上方で錦絵が製作されるようになるのは、まだ後のことである。
だがすでに岡本昌房の役者絵に顔の描き分けが見られるように、上方でも『絵本水や空』（安永9年〈1780年〉刊）や『翠釜亭戯画譜』（天明2年〈1782年〉刊）のように、実際の役者の顔や特徴を捉えて役者を描こうとする動きが江戸と同様に起っていた。『翠釜亭戯画譜』の序文には、春章・一調の『絵本舞台扇』と『絵本水や空』それぞれの長所をとって役者を描いていると記す。この似顔役者絵の流れは、この後の流光斎如圭や松好斎半兵衛らの描く役者絵に受け継がれていったのである。なお上方における錦絵摺りの役者絵は、寛政3年（1791年）11月の流光斎の作が上限として知られている。また上方でも役者の日常などを描いた役者絵が版行された。
天保の改革では上方でも役者絵の版行が一切禁じられることになり、天保13年（1842年）から五年余り、大坂で役者絵は版行されなかった。弘化4年（1847年）になって大坂で一枚摺りの役者絵が版行されるようになるが、それは取締りを憚って中判の紙に役に扮した役者の姿を描き、役者名や役名、芝居の題名なども記さないものであった。上方の役者絵においてこうした縛りが完全になくなったのは、明治に入ってからのことである。